# Salevere
Koordinaten: 58° 41′ N, 23° 35′ O
Salevere ist ein Dorf (estnisch küla) in der Landgemeinde Lääneranna im Kreis Pärnu (bis 2017: Landgemeinde Hanila im Kreis Lääne) in Estland.

## Besiedlung

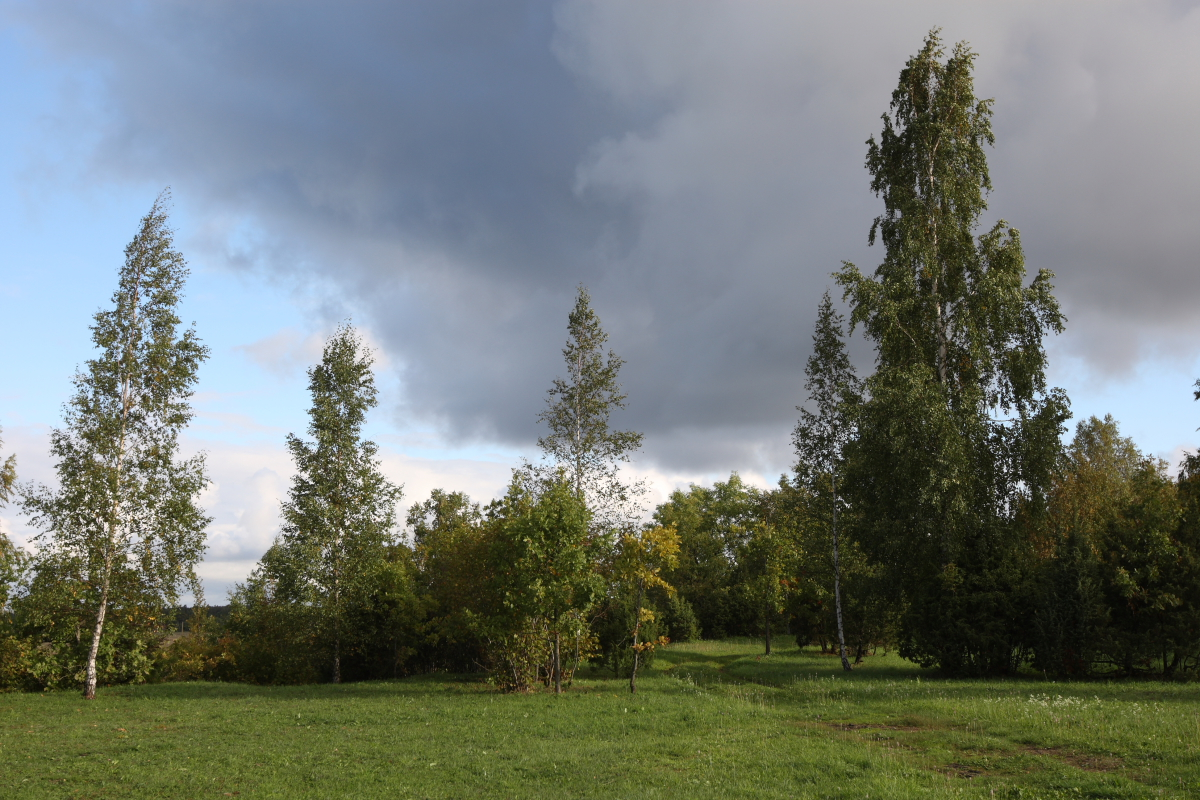
Im Naturschutzgebiet Salevere salumägi

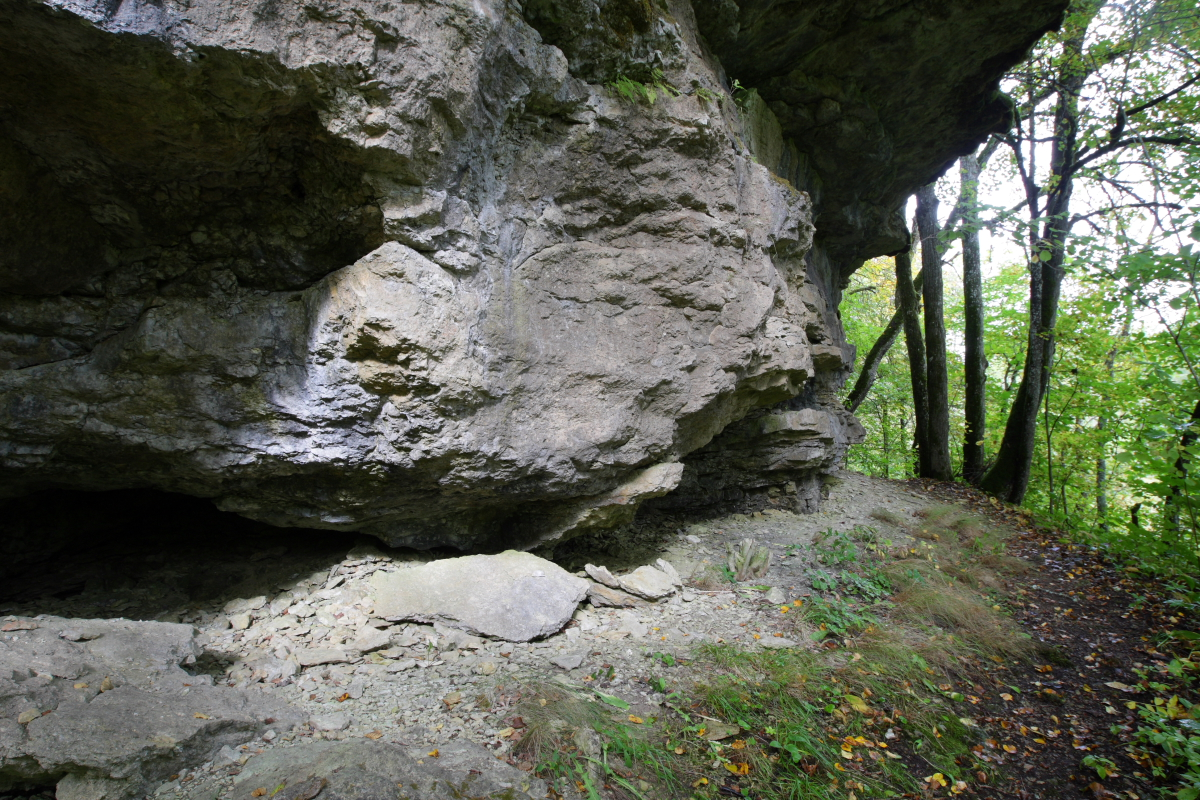
Kalksteinwand

Der Ort hat 28 Einwohner (Stand 31. Dezember 2011).
Bei Salevere haben Archäologen eine befestigte Siedlung und Kultstätte aus dem ersten Jahrtausend vor Christus nachgewiesen.

## Natur
Südlich der Matsalu-Bucht liegt das vierzig Hektar große Naturschutzgebiet Salevere Salumägi. Es ist ein natürliches Habitat für zahlreiche Schlangenarten.
Charakteristisch ist die bis zu fünfzehn Meter Steilküste aus Kalkstein. Sie ist teilweise mit natürlichem Klintwald bewachsen. Die dem Meer zugewandte steile Kalksteinwand der Erhebung ist vermutlich fast 6000 Jahre alt. Aus der Wand der Steilküste befindet sich die Quelle Silmaallikas („Augenquelle“), die früher eine Opferstätte gewesen sein soll. Besonders bei Wanderern und Radfahrern ist das gut mit Wegen ausgeschilderte Gelände beliebt.